# Songevatnet
Songavatn er en opdæmmet sø, som ligger i Vinje kommune i Vestfold og Telemark fylke i Norge, og er reguleret som reservoir for Songa kraftverk. Vandet har afløb via elven Songa til Totak og er dermed en del av Skiensvassdraget.
Songavatn er opdæmmet af to dæmninger, Trolldalsdammen og Songadammen. Både Songadammen Trolldalsdammen er stenfyldningsdæmninger med tætningskerne af morænemasse. Songadammen er 1.050 meter lang og 37 meter høj. Dette var det største dæmningsanlæg i Nordeuropa, da det stod færdig først i 1960'erne 

## Eksterne kilder opg henvisninger
1. ↑  "Myllargutvegen om Songadammen". Arkiveret fra originalen 8. august 2013. Hentet 19. februar 2013.